# Anita Klemensen
Anita Klemensen (* 1977 in Kopenhagen) ist eine dänische Köchin. Gemeinsam mit Lars Thomsen wurde ihr Restaurant Den Røde Cottage in Klampenborg von 2012 bis zur Schließung 2017 vom Guide Michelin mit einem Stern ausgezeichnet.

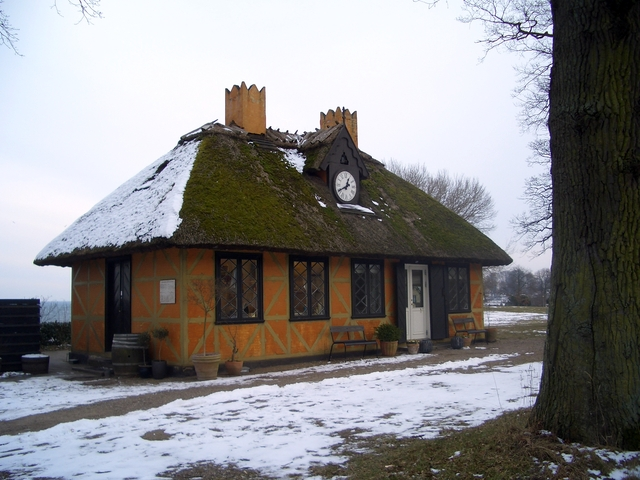
Den Gule Cottage

## Leben
Klemensen ist in Thisted aufgewachsen. Ihr Vater Peter Klemensen (* 1944), ein Braumeister, war von 1981 an in der Thisted Bryggeri angestellt. Ihre Mutter, Ingelise, ist Pharmakonom.
Nach dem Abitur am Thisted Gymnasium reiste sie nach Australien und Neuseeland. Zuvor schloss sie einen Lehrvertrag im Søllerød Kro in Søllerød in der Rudersdal Kommune ab. Ihre Ausbildung zum Koch unter Casper Vedel schloss sie 2002 jedoch auf Seeland ab. Danach arbeitete sie im Restaurant Kommandanten und von 2003 bis 2005 wieder im Søllerød Kro als Dessertchef. Die folgenden fünf Jahre war sie als Nachfolgerin von Mette Martinussen Küchenchef im 1. th. in der Herluf Trolles Gade 9 in Kopenhagen, ehe sie 2010 gemeinsam mit Lars Thomsen und Anders Wulff-Sørensen, den Souschefs im 1.th, die Restaurants Den Røde Cottage und Den Gule Cottage übernahm, wovon ersteres als „gourmet restaurant“ bezeichnet wird.
Im Røde Cottage gab es trotz des Arbeitsaufwandes keine strenge Menüfolge. Zunächst war Lars Thomsen Chefkoch im Røde Cottage und Anders Wulff-Sørensen im bistroähnlichen Gule Cottage, während Klemensen für beide zuständig war.
Die Küche der Cottages widmete sich der Neuen Nordischen Küche und verwendete jahreszeitenübliche Zutaten aus den Wäldern der Umgebung.
Klemensen wohnt in Gentofte. Sie war die erste dänische Köchin, deren Restaurant mit einem Michelin-Stern ausgezeichnet wurde.
2013 war sie Jurymitglied beim jährlichen Kochwettbewerb Årets Kok.